# Florian Pumhösl
Florian Pumhösl va néixer el 1971 a Viena, ciutat on viu i treballa. Des de començaments dels noranta, ha dut a terme una obra conceptual basada en la revisió crítica del llegat de la modernitat. Les seves instal·lacions, films i les sèries de vidres pintats exploren el significat i l'abast de l'estètica moderna i es plantegen com un sistema de referències a les primeres avantguardes artístiques i arquitectòniques europees i japoneses.
Dins la línia apropiacionista, ell mateix situa els seus treballs en un lloc entre l'art, la recerca històrica i el pensament crític. Les seves obres s'han exposat en galeries i museus de Nova York, Múnic, Berlín, Londres, Los Angeles i Xangai. A Catalunya hi ha obra seva al MACBA.

## Obres destacades
- Modernologie (Dreieckiges Atelier). Tridimensional, 2007[2]